# Fjerbregne-slægten
Fjerbregne-slægten (Athyrium) er en slægt, der er udbredt over hele verden med ca. 180 arter. Heraf findes de to i Skandinavien og en enkelt i Danmark. Ca. 120 af arterne forekommer i Kina. Fjerbregner ligner "typiske" bregner, og kan blive ret store. Bladene sidder i en åben roset, er 2-3 gange fjersnitdelte, brede, med lyse skæl på bladstilken. Nederst er bladstilken flad og mørkere; sporehusene er aflange. Planten er tuedannende. Her beskrives kun den ene art, som er vildtvoksende i Danmark.
| Beskrevne arter |

- Fjerbregne (Athyrium filix-femina)

| Andre arter |

- Athyrium distentifolium
- Athyrium niponicum
- Athyrium otophorum
- Athyrium sinense
- Athyrium yokoscense

Anvendelse
Fjerbregne og flere andre arter (bl.a. A. vidalii, A. nipponicum og A. otophorum) bruges som haveplanter.
| Portal | Portal:Botanik |